# Charles Conrad Abbott
Charles Conrad Abbott (Trenton, 4 giugno 1843 – Bristol, 27 luglio 1919) è stato un archeologo e naturalista statunitense.

## Biografia
Studiò medicina all'università della Pennsylvania, laureandosi nel 1865, e servì come chirurgo nell'esercito federale durante la guerra civile. 
Fra il 1876 ed il 1889 fu assistente conservatore al Museo archeologico ed etnologico Peabody di Cambridge, nel Massachusetts, al quale conferì circa 20.000 reperti. Altri ne procurò ad altre istituzioni. 
Il suo libro "L'industria primitiva" (1881) dettagliò le prove della presenza umana pre-glaciale nella valle del Delaware e rappresenta un contributo di un certo rilievo all'archeologia americana.
Contribuì frequentemente, e ne ricavò una certa notorietà, a riviste scientifiche come American Naturalist, Science, Nature, Science-News e Popular Science Monhtly. Pubblicò anche diversi lavori sui rettili.

## Lista parziale delle pubblicazioni
- Primitive Industry, o: Illustrations of the Handwork in Stone, Bone, and Clay of the Native Races of the Northern Atlantic Seaboard of America (1881)
- A Naturalist's Rambles about Home (1884)
- Rambles of a Naturalist (1884)
- Upland and Meadow (1886)
- Wasteland Wanderings (1887)
- Outings at Odd Times (1890)
- Clear Skies and Cloudy (1899)
- In Nature's Realm (1900)
- Rambles of an Idler (1906)
- Archœologia Nova Cœsarea (1907-1909)

| Abbott o C.C.Abbott è l'abbreviazione standard utilizzata per le specie animali descritte da Charles Conrad Abbott. Categoria:Taxa classificati da Charles Conrad Abbott |